# کاپلن
شهر کاپلن (به آلمانی: Kappeln) در ایالت اشلسویگ-هل‌اشتاین در کشور آلمان واقع شده‌است.